# من آو اکشن انترتینمنت
من آو اکشن انترتینمنت (به انگلیسی: Man of Action Entertainment)، همچنین با نام من آو اکشن استودیو نیز شناخته می شود، یک گروه نویسنده آمریکایی است که در برندهای مختلف رسانه از تلویزیون، فیلم، کتاب های مصور و انیمیشن تخصص دارد. این استودیو بیشتر به خاطر نمایش های اکشن متحرک، ابرقهرمانی، فیلم های لایو اکشن و کمیک های سریالی مانند بن ۱۰ ،شش قهرمان بزرگ و... شناخته می شود.